# Chelonus cnephasiae
Chelonus cnephasiae är en stekelart som beskrevs av Mccomb 1968. Chelonus cnephasiae ingår i släktet Chelonus och familjen bracksteklar. Inga underarter finns listade i Catalogue of Life.